# Yoko Yoneda
Yoko Yoneda, född den 22 november 1975 i Ōsakasayama, Japan, är en japansk konstsimmare.
Hon tog OS-silver i lagtävlingen i konstsim i samband med de olympiska konstsimstävlingarna 2000 i Sydney.
Hon tog OS-silver igen i samma gren i samband med de olympiska konstsimstävlingarna 2004 i Aten.